# دفترچه خاطرات یک بی‌عرضه: حقیقت تلخ
دفترچه خاطرات یک بی عرضه: حقیقت تلخ (به انگلیسی: Diary of a Wimpy Kid: The Ugly Truth) کتابی به گونهٔ ادبیات داستانی در سبک طنز و به صورت دفترچه خاطرات نوشته و به تصویرکشیده شده توسط جف کینی است. این کتاب، پنجمین کتاب از مجموعهٔ شش جلدی دفترچه خاطرات یک بی عرضه است. دیگه ذله شدم، به صورت ۲۱۷ صفحهٔ چاپی در ۹ نوامبر ۲۰۱۰ توسط  انتشارات آمولت به چاپ رسید. جف کینی، مثل کُتُب قبلی، هم این کتاب را به رشتهٔ تحریر درآورد و هم تصویرسازی آن را انجام داد. وی همچنین طراح جلد کتاب نیز بود.